# Bedayo
Bedayo (en euskera: Bedaio) es una localidad española del municipio de Tolosa, perteneciente a la provincia de Guipúzcoa, en la comunidad autónoma del País Vasco.

## Toponimia
El lugar puede aparecer referido como «Bedayo» y «Bedaio».

## Historia
Hacia mediados del siglo XIX, el lugar, ya por entonces perteneciente a Tolosa, tenía contabilizada una población de 458 habitantes. Aparece descrito en el cuarto volumen del Diccionario geográfico-estadístico-histórico de España y sus posesiones de Ultramar de Pascual Madoz con las siguientes palabras:

BEDAYO: barrio en la prov. de Guipózcoa; part. jud. y jurisd. de Tolosa (V.), dióc. y arciprestazgo mayor de Pamplona. Consiste en 15 caserios y en una igl. servida por un cura y un beneficiado; prod.: cereales, mucho arbolado y pastos para alimento del ganado vacuno, mular, lanar y cabrio. Es propiedad del marqués de Legarda, á quien corresponde el patronato de la mencionada iglesia; pobl.: 458 almas.
(Madoz, 1846, p. 106)

En 2023, la entidad singular de población tenía empadronados 97 habitantes.